# Diego Gálligo
Diego Nicolás Gálligo Jacob (Gualeguay, Provincia de Entre Ríos, Argentina; 27 de abril de 1994) es un futbolista argentino. Juega como delantero y su primer equipo fue Unión de Santa Fe. Actualmente milita en Centro Bancario de la Liga Departamental de Fútbol de Gualeguay.

## Trayectoria
Oriundo de Gualeguay, Diego Gálligo se inició futbolísticamente en el club Barrio Norte de su ciudad natal y a principios de 2012 se sumó a las inferiores de Unión de Santa Fe. Ese año tuvo su primera pretemporada con el plantel profesional de la mano de Frank Darío Kudelka.
A principios de 2013, con la llegada de Facundo Sava, el joven futbolista entrerriano fue nuevamente convocado para realizar la pretemporada con el plantel profesional. Tuvo su debut en Primera División el 4 de mayo de 2013, con tan sólo 19 años, en el partido que Unión y Belgrano empataron 1-1; en dicho encuentro ingresó a los 18 del ST en lugar de Fausto Montero. El técnico Facundo Sava dispuso del ingreso del joven gualeyo para tratar de aprovechar su técnica y velocidad para tratar de desnivelar por los costados. Gálligo utilizó la camiseta número 30.
Al no ser tenido en cuenta por el técnico Leonardo Madelón, a mediados de 2014 fue cedido a préstamo a Aprendices Casildenses, club que milita en el Torneo Federal B. Luego pasó por Coronel Aguirre de la misma categoría, donde sobre la base de buenos rendimientos, logró captar la atención de Juventud Unida de Gualeguaychú, club de la Primera B Nacional que lo incorporó para el Torneo Transición 2016.

## Clubes
| Club                   | País      | Año       |
| ---------------------- | --------- | --------- |
| Unión de Santa Fe      | Argentina | 2013-2014 |
| Aprendices Casildenses | Argentina | 2014      |
| Coronel Aguirre        | Argentina | 2015      |
| Juventud Unida (G)     | Argentina | 2016-2017 |
| 25 de Mayo de Victoria | Argentina | 2018      |
| Centro Bancario        | Argentina | 2019-?    |

### Estadísticas
- Actualizado al 30 de junio de 2017

| Club                         | Div.                | Temporada           | Liga | Liga | Copa Nacional | Copa Nacional | Copa Internacional | Copa Internacional | Total | Total |
| Club                         | Div.                | Temporada           | PJ   | G    | PJ            | G             | PJ                 | G                  | PJ    | G     |
| ---------------------------- | ------------------- | ------------------- | ---- | ---- | ------------- | ------------- | ------------------ | ------------------ | ----- | ----- |
| Unión Argentina              |                     |                     |      |      |               |               |                    |                    |       |       |
| 1.ª                          | 2012/13             | 3                   | 0    | 0    | 0             | -             | -                  | 3                  | 0     |       |
| 2.ª                          | 2013/14             | 0                   | 0    | 0    | 0             | -             | -                  | 0                  | 0     |       |
| Total                        | Total               | 3                   | 0    | 0    | 0             | -             | -                  | 3                  | 0     |       |
| Aprendices Argentina         |                     |                     |      |      |               |               |                    |                    |       |       |
| 4.ª                          | 2014                | 14                  | 0    | 1    | 0             | -             | -                  | 15                 | 0     |       |
| Total                        | Total               | 14                  | 0    | 1    | 0             | -             | -                  | 15                 | 0     |       |
| Coronel Aguirre Argentina    |                     |                     |      |      |               |               |                    |                    |       |       |
| 4.ª                          | 2015                | 21                  | 4    | -    | -             | -             | -                  | 21                 | 4     |       |
| Total                        | Total               | 21                  | 4    | -    | -             | -             | -                  | 21                 | 4     |       |
| Juventud Unida (G) Argentina |                     |                     |      |      |               |               |                    |                    |       |       |
| 2.ª                          | 2016                | 0                   | 0    | 0    | 0             | -             | -                  | 0                  | 0     |       |
| 2.ª                          | 2016/17             | 3                   | 0    | 0    | 0             | -             | -                  | 3                  | 0     |       |
| Total                        | Total               | 3                   | 0    | 0    | 0             | -             | -                  | 3                  | 0     |       |
| Total en su carrera          | Total en su carrera | Total en su carrera | 41   | 4    | 1             | 0             | -                  | -                  | 42    | 4     |